# Сойка блакитна
Сойка блакитна (Gymnorhinus cyanocephalus) — вид горобцеподібних птахів родини воронових (Corvidae). Поширений у Північній Америці.

## Поширення
Вид поширений у західній та південно-західній частинах США (від центрального Орегону на схід до західної Південної Дакоти та на південь до центральної частини Нью-Мексико та крайньої західної Оклахоми) та на півночі Нижньої Каліфорнії у Мексиці. Середовищем існування цих птахів є напівпосушливі гірські схили на висоті від 1200 до 3500 м, вкриті чапаральними та сосновими лісами.

## Опис
Птах завдовжки 26-29 см, вагою 99-111 г. Це міцні, але стрункі птахи з округлою головою, тонким і подовженим конічним дзьобом, пальчастими крилами, міцними ногами та квадратним кінчиком хвоста. Оперення майже повністю синювато-блакитного кольору, яскравіше на обличчі (де воно далі темніше між дзьобом та оком) і грудях, блідіше на потилиці, шиї, спині та крилах (виняток становлять махові пера, які темніші та мають тенденцію до сірувато-коричневого кольору з лавандовими відтінками, такого ж кольору, як хвіст), причому хвіст має коричневу нижню поверхню, тоді як черево має білуваті відтінки.

## Спосіб життя
Це дуже соціальний вид, який часто утворює дуже великі зграї, по 250 особин, у яких кілька особин є вартовими для зграї, стежачи за хижаками, поки їхні супутники годуються. Кедрові горіхи є основною їжею, але вони доповнюють свій раціон фруктами. Вони також їдять комах багатьох видів, а іноді полюють на них на льоту. Вони гніздяться колоніально, але ніколи не розміщують більше одного гнізда на одному дереві. Іноді колонії охоплюють великі території з гніздом на кожному дереві. Зазвичай відкладають 3–4 яйця ранньою весною. Інкубація триває 16 днів. Самець приносить їжу біля гнізда, а самиця прилітає за нею і годує пташенят. Через три тижні після вилуплення молоді птахи вилітають з гнізда.